# Sainte-Marie (Altos Pirenéus)
Sainte-Marie é uma comuna francesa na região administrativa de Occitânia, no departamento dos Altos Pirenéus. Estende-se por uma área de 0,28 km². Em 2010 a comuna tinha 62 habitantes (densidade: 221,4 hab./km²).